# Carl Cronstedt
Carl Cronstedt, född den 22 maj 1672 i Stockholm, död  där den 13 december 1750, var en svensk friherre, serafimerriddare, kommendör av Svärdsorden och den siste överlevande av Karl XII:s generaler.

## Bakgrund
Efter slutande studier ingick Cronstedt på krigarebanan, där han inom kort gjorde sig så bemärkt, att han blott tjugosju år gammal befordrades till överminör vid artilleriet. Följande år blev han artilleriadjutant och deltog i slaget vid Narva och följde sedan konung Karl XII:s härar under större delen av hans fälttåg. Han tillfångatogs vid Poltava, men utväxlades 1710 mot en rysk artillerikapten, varefter han som major vid artilleriet deltog under Magnus Stenbock i slaget vid Helsingborg och bidrog väsentligen till segern genom den förödelse han åstadkom genom sina bomber. Ända från sitt inträde på krigarbanan hade Cronstedt ägnat sina studier åt artillerivapnet och sökt att däri införa nya förbättringar. Hans uppfinningar ogillades av hans chef, överste Appelman, men försvarades av Stenbock, som slutligen, med möda, lyckades övertyga konungen om fördelarna och att ”lilla Cronstedt var guld värd”. Uppfinningarnas vikt bekräftades vid Damgarten och ännu mer vid Gadebusch, där Cronstedt med sitt rörliga artilleri sönderslet fiendens kolonner och avgjorde segern till svenskarnas fördel.
Han blev sedermera jämte den övriga svenska hären tillfångatagen i Tönningen. Men när Stenbock skulle avfärda ett ombud från de fångna trupperna för att överbringa olycksposten till Sverige, valde han härtill Cronstedt för att därigenom rädda en värdefull soldat för framtida tjänstgöring. Cronstedt hade 1710 utnämnts till överstelöjtnant och blev 1713 överste. Från Stockholm sändes han ånyo 1714 som artilleribefälhavare till Tyskland, där han bevistade Stralsunds belägring och det häftiga slaget vid Rügen, vid vilket sistnämnda tillfälle han erhöll en blessyr, som kvarhöll honom i Stralsund, där han med den övriga besättningen blev fången. Återställd till hälsan lyckades han förklädd till bonddräng befria både sig själv och flera av officerarna samt över Holland återkomma till Sverige. Han var nu generalmajor och fick 1716 befälet över hela artilleriet, som av honom i grund omskapades. De förut tunga kanonerna gjordes lättare och hanterligare genom att anbringas på egna lavetter i stället för de förut otjänliga vagnarna, varjämte han högst väsentligt utbildade artilleriets träffsäkerhet och skjuthastighet genom nya uppfinningar.
Upphöjd till friherre1718 och 1720 befordrad till generallöjtnant, uppfördes han 1738 av ständerna på förslag till riksråd, men undanbad sig detta förtroende. Vid brytningen mellan Sverige och Ryssland 1739, övergick Cronstedt som general-en-chef till Finland, men han blev så förfärad över truppernas usla utrustning och blev ersatt av Charles Emil Lewenhaupt och insattes i stället 1740 till president i krigskollegium.
1740 valde Kungliga Vetenskapsakademin in Cronstedt som ledamot nummer 48. Vid svenska ordnarnas instiftelse 1748 pryddes han, liksom sin broder Jakob, med Serafimerorden.